# جوي (مغني)
جوي (باليابانية: JOY) هو مغني وتارينتو ياباني، ولد في 15 أبريل 1985 في تاكاساكي في اليابان.

## وصلات خارجية
- الموقع الرسمي